# Шёнвандт, Микаэль
Микаэль Шёнвандт (дат. Michael Schønwandt; род. 10 сентября 1953, Копенгаген) — датский дирижёр.
Учился в лондонской Королевской академии музыки. С 1979 г. работал в Копенгагенской опере. В 1992—1998 гг. возглавлял Берлинский симфонический оркестр, с 2000 г. главный дирижёр датского королевского оркестра. Работал с ведущими оркестрами мира, ставил «Нюрнбергских мейстерзингеров» на Байройтском фестивале. Среди значительных работ Шёнвандта — цикл всех фортепианных концертов Бетховена с Альфредом Бренделем и Лондонским симфоническим оркестром. Шёнвандт также известен как пропагандист датской музыки — прежде всего, Карла Нильсена (Шёнвандт записал все его симфонии и концерты); под руководством Шёнвандта прошла также мировая премьера оперы Пола Рудерса «Рассказ служанки» (2000, по повести Маргарет Этвуд).
Критические оценки творчества Шёнвандта расходятся. В некоторых отзывах он характеризуется как «типичный образчик серого ремесленника от музыки», под управлением которого «роскошная вагнеровская партитура казалась сухим чертежом, черно-белой калькой, снятой с блещущего красками оригинала». Напротив, известный музыкальный критик Артём Варгафтик по поводу той же постановки «Золота Рейна» в Датской королевской опере пишет: «Дирижер маэстро Шенвандт умудрился так легко и профессионально прибрать звук Королевской капеллы, что естественное человеческое дыхание, живая речь и живые голоса освободились, словно сами собой, из-под тяжелейшего пресса, которым в силу объективных причин является партитура вагнеровской музыкальной драмы».